# Change Clothes
Change Clothes is een nummer van de Amerikaanse rapper Jay-Z uit 2004, in samenwerking met de Amerikaanse zanger Pharrell Williams. Het is de eerste single van Jay-Z's achtste studioalbum The Black Album.
Het nummer was het meest succesvol in de Amerikaanse Billboard Hot 100, waar het de 10e positie behaalde. In de Nederlandse Top 40 werd de 18e positie gehaald, en in Vlaanderen de 3e positie in de Tipparade.